# Protoreaster linckii
Protoreaster linckii là một loài sao biển trong họ Oreasteridae
Protoreaster linckii có đường kính tối đa 12 inch. Nó có rất nhiều nốt nằm cùng năm cánh. Các nốt có màu đỏ sáng và kéo dài lên phía cánh tay. Nó có một cơ thể màu xám với sọc kết nối nốt. Điều này tạo ra một sự xuất hiện của một mạng lưới dây nối liền nhau.
Loài này sinh sống ở Ấn Độ Dương-Thái Bình Dương
Chúng được tìm thấy ở từ các hồ thủy triều nông đến các rạn san hô sâu đến 100 mét.
Protoreaster linckii hoạt động ban ngày. Nó là loài được nuôi trong các bể cá cảnh nhưng nó không thích hợp để nuôi chung với nhiều loài bể cá cảnh khác như san hô, bọt biển, giun ống và nhiều động vật không dây sống.

## Hình ảnh

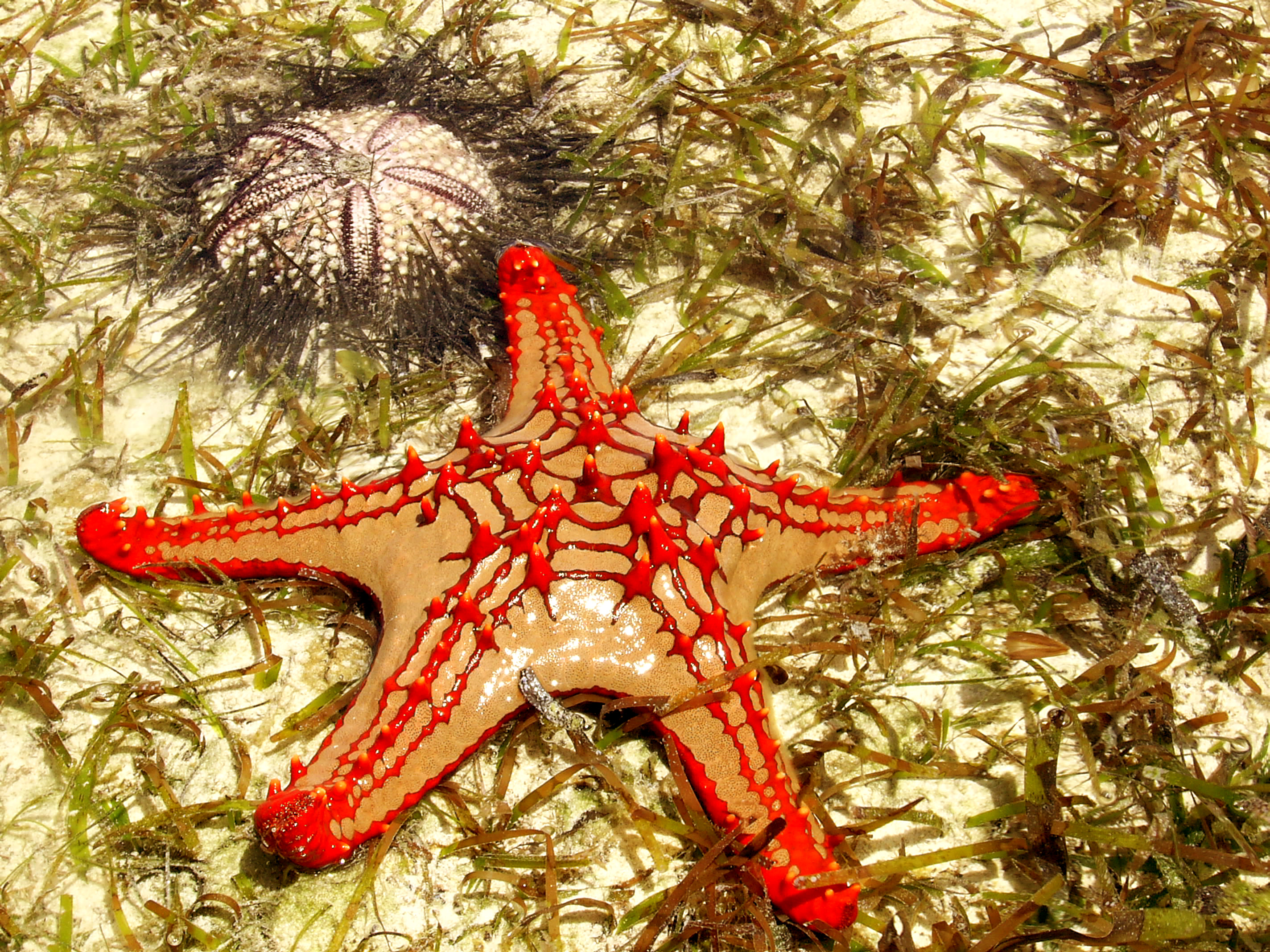
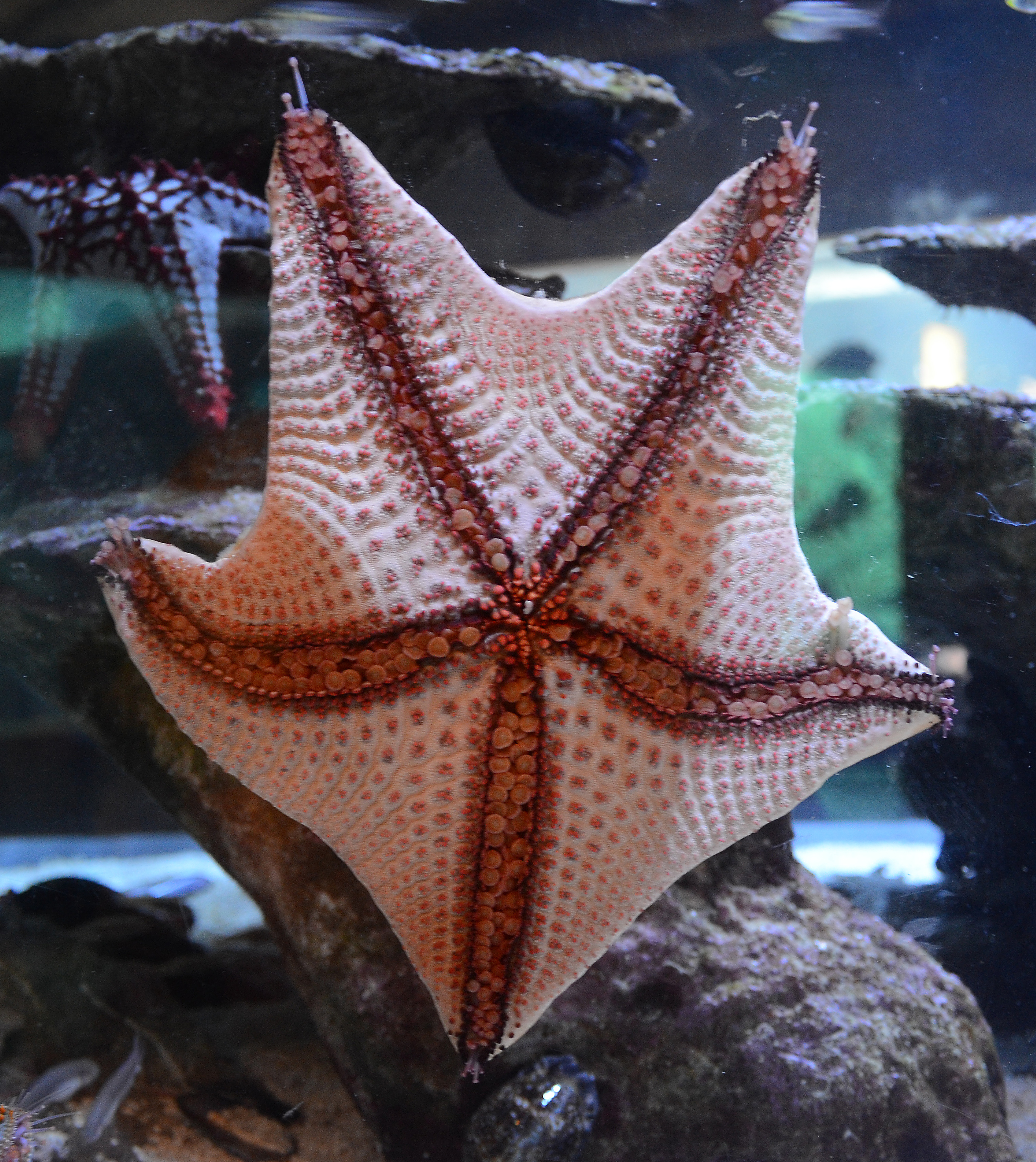